# 키예프 대공
키예프 대공(러시아어: Великие князья Киевские)은 키예프 루스를 지배했던 군주의 칭호이다.

## 역대 대공 목록
- 올레크 베시 (882년 ~ 912년)
- 이고리 류리코비치 (912년 ~ 945년)
- 올가 (945년 ~ 962년)
- 스뱌토슬라프 1세 (962년 ~ 972년)
- 야로폴크 1세 (972년 ~ 980년)
- 블라디미르 1세 (980년 ~ 1015년)
- 스뱌토폴크 1세 (1015년 ~ 1019년)
- 야로슬라프 1세 (1019년 ~ 1054년)
- 이자슬라프 1세 (1054년 ~ 1073년)
- 스뱌토슬라프 2세 (1073년 ~ 1076년)
- 이자슬라프 1세 (1076년 ~ 1078년)
- 프세볼로트 1세 (1078년 ~ 1093년)
- 스뱌토폴크 2세 (1093년 ~ 1113년)
- 블라디미르 모노마흐 (1113년 ~ 1125년)
- 므스티슬라프 1세 (1125년 ~ 1132년)
- 야로폴크 2세 (1132년 ~ 1139년)
- 뱌체슬라프 1세 (1139년 ~ 1139년)
- 프세볼로트 2세 (1139년 ~ 1146년)
- 이고리 2세 (1146년 ~ 1146년)
- 이자슬라프 2세 (1146년 ~ 1149년)
- 유리 돌고루키 (1149년 ~ 1151년)
- 뱌체슬라프 1세, 이자슬라프 2세 (1151년 ~ 1154년)
- 로스티슬라프 1세 (1154년 ~ 1154년)
- 이자슬라프 3세 (1154년 ~ 1155년)
- 유리 돌고루키 (1155년 ~ 1157년)
- 이자슬라프 3세 (1157년 ~ 1158년)
- 로스티슬라프 1세 (1158년 ~ 1167년)
- 므스티슬라프 2세 (1167년 ~ 1169년)
- 글레프 (1169년 ~ 1169년)
- 므스티슬라프 2세 (1170년 ~ 1170년)
- 글레프 (1170년 ~ 1171년)
- 블라디미르 3세 (1171년 ~ 1171년)
- 미할코 유리예비치 (1171년 ~ 1171년)
- 로만 로스티슬라비치 (1171년 ~ 1173년)
- 프세볼로트 3세 (1173년 ~ 1173년)
- 류리크 2세 (1173년 ~ 1173년)
- 스뱌토슬라프 3세 (1174년 ~ 1174년)
- 야로슬라프 2세 이자슬라비치 (1174년 ~ 1175년)
- 로만 로스티슬라비치 (1175년 ~ 1177년)
- 스뱌토슬라프 3세 (1177년 ~ 1180년)
- 야로슬라프 2세 이자슬라비치 (1180년 ~ 1180년)
- 류리크 2세 (1180년 ~ 1182년)
- 스뱌토슬라프 3세 (1182년 ~ 1194년)
- 류리크 2세 (1194년 ~ 1202년)
- 인그바리 (1202년 ~ 1202년)
- 류리크 2세, 로만 므스티슬라비치, 로스티슬라프 2세 (1203년 ~ 1206년)
- 프세볼로트 4세 (1206년 ~ 1207년)
- 류리크 2세 (1207년 ~ 1210년)
- 프세볼로트 4세 (1210년 ~ 1212년)
- 인그바리 (1212년 ~ 1214년)
- 므스티슬라프 3세 (1214년 ~ 1223년)
- 블라디미르 4세 (1223년 ~ 1235년)
- 이자슬라프 4세 (1235년 ~ 1236년)
- 야로슬라프 3세 (야로슬라프 2세 프세볼로도비치, 1236년 ~ 1238년)
- 미하일 프세볼로도비치 (1238년 ~ 1239년)
- 로스티슬라프 므스티슬라비치 (1239년 ~ 1239년)
- 다닐로 로마노비치 (1239년 ~ 1264년)
- 미하일 프세볼로도비치 (1241년 ~ 1243년)
- 야로슬라프 3세 (1243년 ~ 1246년)
- 알렉산드르 넵스키 (1246년 ~ 1263년)

## 같이 보기
- 헝가리의 군주 목록
- 폴란드의 군주 목록
- 러시아의 군주 목록